# Intertoto Cup 1987
De Intertoto Cup was sinds 1967 een mogelijkheid voor ploegen om in de zomer te kunnen blijven voetballen. Deze editie van 1987 werd zoals gebruikelijk gehouden tijdens deze zomerstop. Er werden alleen groepswedstrijden georganiseerd, omdat het onhaalbaar bleek om nog knock-outronden te spelen na de zomerstop. Clubs hadden daarvoor een te druk programma en de UEFA had bepaald dat ploegen die al aan UEFA-toernooien zoals de twee edities van de Europa Cup meededen, niet mochten deelnemen aan andere toernooien.
Aan deze editie van het toernooi deden 32 ploegen mee, zestien minder dan vorig jaar. Er waren acht groepen van vier teams en elk team speelde zes wedstrijden. Er deden vijf ploegen mee uit Zweden; vier uit Denemarken, Hongarije, Oost-Duitsland en Tsjecho-Slowakije en Zwitserland; twee uit Bulgarije, Israël en Polen en één uit West-Duitsland.
Het Deense Brondby IF uit groep 8 haalde dit toernooi de hoogste score, het won al zijn wedstrijden en haalde de volle twaalf punten.

## Eindstanden

### Groep 1
| plaats | Club               | Doelpunten | Punten |
| ------ | ------------------ | ---------- | ------ |
| 1.     | FC Carl Zeiss Jena | 10 : 6     | 7      |
| 2.     | Aarhus GF          | 8 : 7      | 7      |
| 3.     | Vasas Boedapest    | 10 : 11    | 5      |
| 4.     | Lausanne Sports    | 8 : 12     | 5      |

### Groep 2
| plaats | Club                 | Doelpunten | Punten |
| ------ | -------------------- | ---------- | ------ |
| 1.     | Pogon Szczecin       | 20 : 8     | 10     |
| 2.     | FC Magdeburg         | 9 : 6      | 7      |
| 3.     | Hammarby IF          | 8 : 8      | 7      |
| 4.     | FC La Chaux-de-Fonds | 6 : 21     | 0      |

### Groep 3
| plaats | Club          | Doelpunten | Punten |
| ------ | ------------- | ---------- | ------ |
| 1.     | Wismut Aue    | 13 : 9     | 8      |
| 2.     | Spartak Varna | 10 : 10    | 7      |
| 3.     | Újpest FC     | 12 : 13    | 5      |
| 4.     | Halmstads BK  | 7 : 10     | 4      |

### Groep 4
| plaats | Club                | Doelpunten | Punten |
| ------ | ------------------- | ---------- | ------ |
| 1.     | Banyasz Tatabánya   | 16 : 3     | 10     |
| 2.     | Næstved IF          | 16 : 13    | 7      |
| 3.     | AC Bellinzona       | 5 : 16     | 4      |
| 4.     | DAC Dunajska Streda | 9 : 14     | 3      |

### Groep 5
| plaats | Club                    | Doelpunten | Punten |
| ------ | ----------------------- | ---------- | ------ |
| 1.     | Malmö FF                | 12 : 5     | 7      |
| 2.     | Grasshopper-Club        | 10 : 9     | 7      |
| 3.     | Videoton Székesfehérvár | 9 : 11     | 5      |
| 4.     | Bohemians Praag         | 7 : 13     | 5      |

### Groep 6
| plaats | Club           | Doelpunten | Punten |
| ------ | -------------- | ---------- | ------ |
| 1.     | AIK Stockholm  | 9 : 3      | 8      |
| 2.     | Plastika Nitra | 8 : 7      | 7      |
| 3.     | Lyngby BK      | 5 : 10     | 5      |
| 4.     | Lech Poznan    | 5 : 7      | 4      |

### Groep 7
| plaats | Club                | Doelpunten | Punten |
| ------ | ------------------- | ---------- | ------ |
| 1.     | Etar Veliko Tarnovo | 13 : 7     | 7      |
| 2.     | TJ Rudá Hvězda Cheb | 9 : 9      | 7      |
| 3.     | IFK Norrköping      | 10 : 10    | 6      |
| 4.     | Rot-Weiss Erfurt    | 5 : 11     | 4      |

### Groep 8
| plaats | Club                  | Doelpunten | Punten |
| ------ | --------------------- | ---------- | ------ |
| 1.     | Brondby IF            | 21 : 4     | 12     |
| 2.     | VfL Bochum            | 9 : 6      | 6      |
| 3.     | Beitar Jeruzalem      | 3 : 11     | 5      |
| 4.     | Bnei Jehoeda Tel Aviv | 4 : 16     | 1      |